# Château de la Farinière
Pour l’article homonyme, voir Château de Farinières.
Le château de la Farinière est situé sur la commune de Cinq-Mars-la-Pile, dans le département français d'Indre-et-Loire en région Centre-Val de Loire. Le château fait l’objet d’une inscription au titre des monuments historiques depuis le 11 juin 1946.

## Historique[2],[3]
Le château de la Farinière a été construit au fil des siècles, pour atteindre finalement la taille en 1772 de 700 m2 habitables et 6,5 hectares de parc et bois. La première pierre de la propriété fut posée avant 1600. Il semblerait que la seconde partie du corps de logis central fut édifiée après 1640. De plus, la deuxième grande période d'agrandissement aura lieu entre 1641 et 1654 ; années durant lesquelles seront construits les pavillons Ouest et Est, ainsi que l'augmentation de la largeur des murs inférieurs à 60 cm.
En 1730, la charpente du corps de logis central fut refaite sur ordre de Césard Tascherau de Pictières, maréchal des camps et armées du roi, ancien inspecteur général d'artillerie, chevalier de l'ordre royal et militaire de Saint-Louis, propriétaire depuis 1722 de la Farinière.
Durant cette même année, divers travaux furent réalisés notamment la création d'ouvertures supplémentaires, ainsi que la création des deux escaliers extérieurs en pierre de taille qui « permettent de passer de la terrasse à la cour d'honneur ».
La plupart des travaux furent réalisés au XXe siècle pour s'achever en 1955, laissant ensuite place à un pillage des trumeaux et glaces qui ornaient chacune des dix-neuf pièces du château. C'était une petite seigneurie qui fut acquise au XVIIe siècle par la famille Sain de Bois-le-Comte (René Sain), puis par les Taschereau de Pictières et enfin, au XVIIIe siècle, par les Duvau (Auguste Duvau).
Le manoir encore visible de nos jours fut sans doute bâti par les Taschereau. C'est cette même famille qui favorisa la culture du mûrier blanc si nécessaire à l'élevage des vers à soie.
Maintenant, entre Varenne et coteau, une remarquable demeure du milieu du XVIIe siècle, classée à l'inventaire des Monuments historiques depuis 1946, s'élève au cœur d'un bois présentant des arbres centenaires. Le site est bucolique, dévoilant aux détours de ses allées, dont celle « des alchémilles » de belles œuvres d'art en mosaïques. Sur place, une roseraie et un jardin méditerranéen vous enivrent de leurs odeurs subtiles pour vous mener jusqu'à un remarquable potager présentant des légumes anciens.

## Jardin
Récemment ouvert au public, le jardin de la mosaïque internationale du château de la Farinière a fait une entrée remarquée dans le "club" des jardins de Touraine. Alliant nature et mosaïque, le jardin trouve une nouvelle manière d'exister dans le mariage de l'imagination et de l'inspiration entre fantaisie et exubérance.
Longtemps laissé à l'abandon, il n'était que friches quand les propriétaires ont décidé de redonner vie au château et à son parc. Différentes ambiances ont ainsi été recréées offrant aux visiteurs des plaisirs et des émotions variées. Disposées de manière naturelle les mosaïques ont ainsi pris leur place dans le jardin. Des oeuvres d'artistes connus et d'amateurs jalonnent les parcours de promenade passant des cucurbitacés à la roseraie, des carrés deux à deux au jardin méditerranéen.
En pleine nature, nous pouvons trouver des potagers, des parterres de fleur et des oiseaux ont installé leurs nids pour chanter. Remis en lumière grâce à la beauté de son parc, le château offre une belle façade harmonieuse grâce à ses deux pavillons et son très bel escalier double en pierres permettant depuis la cour de descendre vers les jardins... 
Des ateliers de céramique sont proposés en été, À 10 km de Tours.